# 习惯
習慣是一種常常出現的行為，而且常常是在無意識下出現。
《美国心理学期刊》（1903年）用以下的文字來定義習慣:「以心理學的觀點來看，習慣是某種程度上固定的思考方式、意志或者感覺方式，是由以往重複的心智體驗而獲得的。」
Andrews, B. R. . The American Journal of Psychology (University of Illinois Press). 1903, 14 (2): 121–49. ISSN 0002-9556. JSTOR 1412711. doi:10.2307/1412711 –JSTOR.
一般人在出現習慣性行為時，不一定會注意到，因為人們在進行日常工作時，不會對自己所做的事作詳細的分析。習慣有時候會有強制性。
將一個新的行為變成習慣的過程稱為習慣養成或習以為常。不過舊的習慣多半難以改變，而新的習慣也不容易形成，因為人們所重覆的行為模式是印在其神經通路中，不過可以藉由反覆來養成新的習慣。
隨著行為在一致性的情境中重覆的出現，會增加此一情境和行為的聯結，因此也增加了在此一情境下行為的自動性。習慣性行為的特性有：快速出現、未覺察、無意識下進行，而且不可控制。